# Sekundärminne
Sekundärminne eller lagringsminne (ibland, av historiska skäl, externminne) är ett datorminne som kan användas för att lagra datorprogram och dess data när de inte används. Exempel på sekundärminnen är hålkort; magnetiska sekundärminnen såsom magnetband, disketter och hårddiskar; optiska skivor såsom cd och DVD samt transistorbaserade flashminnen. Den andra sortens datorminne kallas för primärminne eller arbetsminne (ibland, av historiska skäl, internminne).
Idag har de flesta datorer inbyggda hårddiskar. Tidigare var lagringsmedia ofta inte inbyggt i själva datorn och av historiska skäl används därför ibland fortfarande begreppet "externminne" om alla typer av sekundärminne, oavsett om det är inbyggt eller inte.
Till skillnad från primärminne är sekundärminne inte flyktigt, vilket innebär att det kan lagra data under en längre period, även utan strömtillförsel.
Lagringskapacitet för sekundärminne mäts i byte. Beroende på sammanhang används antingen decimala SI-prefix (till exempel gigabyte) eller IECs binärprefix (till exempel gibibyte). Hårddisktillverkare anger storlekar med decimalprefix, vilket har sitt ursprung i äldre tekniker med seriell åtkomst, såsom magnetband och hålkort dessförinnan. De flesta operativsystem använder istället binärprefix, vilket beror på att hårddiskars sektorer kopieras till primärminnet, vars storlek anges med binärprefix.
För CD-skivor anges kapaciteten med binärprefix, medan DVD-skivors kapacitet anges med decimalprefix. För flashminnen varierar bruket. Tidigare användes uteslutande binärprefix, men vissa tillverkare har börjat[när?] ange storlekar med decimalprefix.